# Bob Browne-Clayton
Pour les articles homonymes, voir Browne-Clayton.
Robert Browne-Clayton (24 juin 1917-5 septembre 2003) est un homme politique canadien de la Colombie-Britannique. Il est député provincial libéral de South Okanagan d'une élection partielle en 1948 à 1949. Il est membre du gouvernement de coalition libéral-conservateur,,.